# Ґабрієлла Ґібсон
Ґабрієлла Ґібсон (англ. Gabriella Gibson; …) — британський медичний ентомолог, спеціалістка з комарів. 2013 року їй було надано звання професора медичної ентомології в Університеті Гринвіча.

## Освіта й кар'єра
Ґібсон здобула освіту в Університеті Сассекса, де захистила докторську дисертацію з вивчення поведінки комарів 1981 року. Ґібсон була докторанткою у кампусі «Сильвуд-парк» Імперського коледжу Лондона, а потім викладала у Лондонській школі гігієни та тропічної медицини.
1998 року вона почала працювати в Інституті природних ресурсів Гринвічського університету, де провадила дослідження поведінки шкідників. 2013 року була призначена професором катедри медичної ентомології.

## Дослідження
Ґібсон досліджує сенсорну фізіологію та поведінку комарів та те, як це впливає на їх взаємодію з людьми та іншими тваринами.
Вона виявила, що комарі можуть пристосувати свою акустичну поведінку для сприяння спаровуванню, вони відрегульовують частоту ударів крил, щоб синхронізуватися з частотою комарів протилежної статі, щоб допомогти спаровуватися в повітрі. Комахи слухають частоти ударів крил одне одного за допомогою спеціального органу на антені, який називається джонстоновим органом. Згодом її команда виявила, що частота ударів крил комарів однієї статі або різних видів не може збігатися а, отже, вони не можуть спаровуватися.
Команда Ґабрієлли Ґібсон створила нову пастку для комарів, яка може імітувати запах людського тіла та має дизайн, що заохочує комарів сідати на поверхню пастки.